# Дибольсайм
Дибольса́йм (фр. Diebolsheim) — коммуна на северо-востоке Франции в регионе Гранд-Эст (бывший Эльзас — Шампань — Арденны — Лотарингия), департамент Нижний Рейн, округ Селеста-Эрстен, кантон Эрстен. До марта 2015 года коммуна административно входила в состав упразднённого кантона Маркольсайм (округ Селеста-Эрстен).
Площадь коммуны — 7,03 км², население — 569 человек (2006) с тенденцией к росту: 680 человек (2013), плотность населения — 96,7 чел/км².

## Население
Население коммуны в 2011 году составляло 654 человека, в 2012 году — 660 человек, а в 2013-м — 680 человек.
| 1962 | 1968 | 1975 | 1982 | 1990 | 1999 | 2006 | 2008 | 2011 | 2012 | 2013 |
| ---- | ---- | ---- | ---- | ---- | ---- | ---- | ---- | ---- | ---- | ---- |
| 619  | 479  | 447  | 455  | 457  | 540  | 569  | 617  | 654  | 660  | 680  |

Динамика населения:

## Экономика
В 2010 году из 413 человек трудоспособного возраста (от 15 до 64 лет) 297 были экономически активными, 116 — неактивными (показатель активности 71,9 %, в 1999 году — 73,0 %). Из 297 активных трудоспособных жителей работали 272 человека (142 мужчины и 130 женщин), 25 числились безработными (13 мужчин и 12 женщин). Среди 116 трудоспособных неактивных граждан 49 были учениками либо студентами, 40 — пенсионерами, а ещё 27 — были неактивны в силу других причин.

## Достопримечательности (фотогалерея)

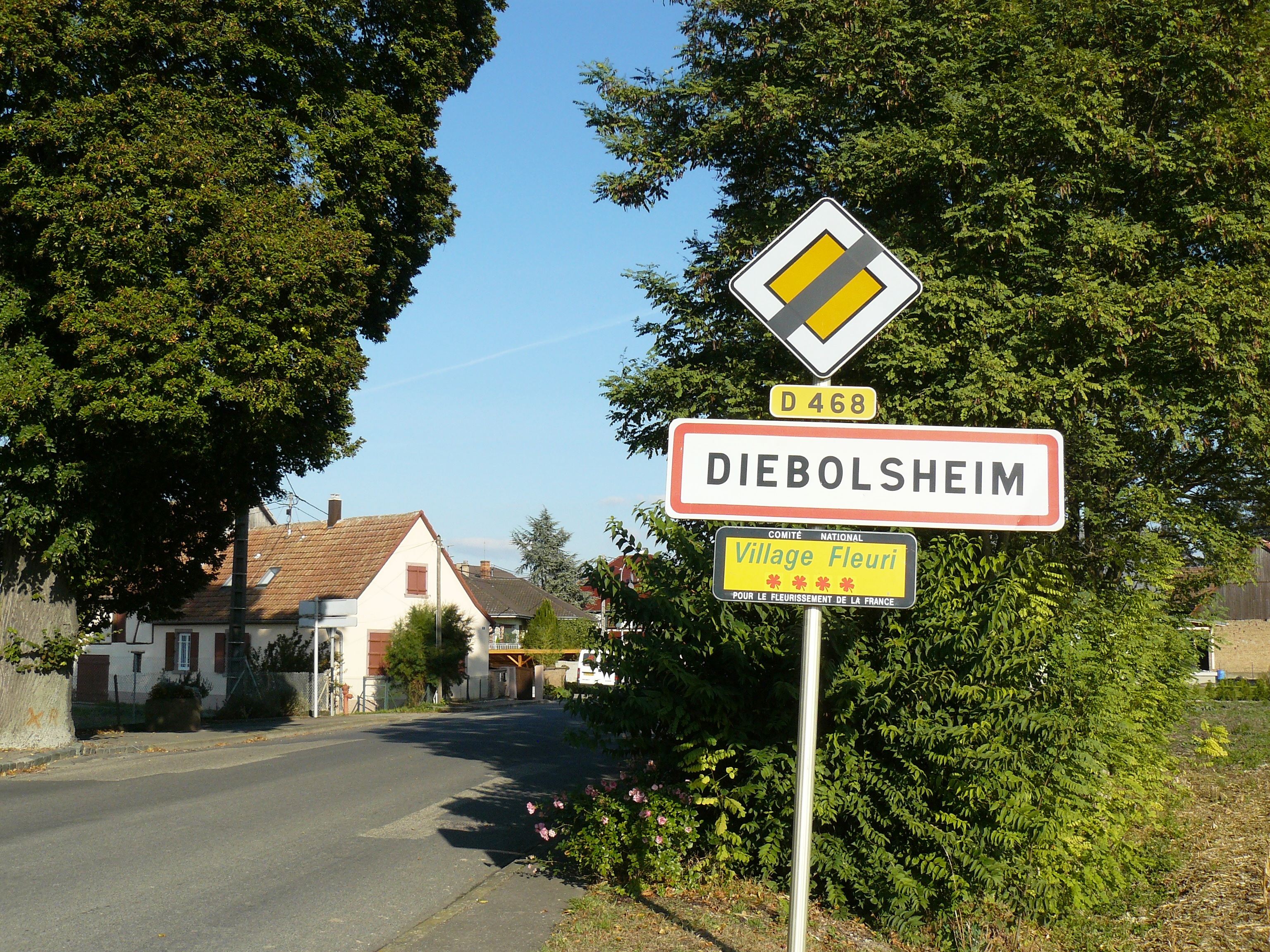
На въезде
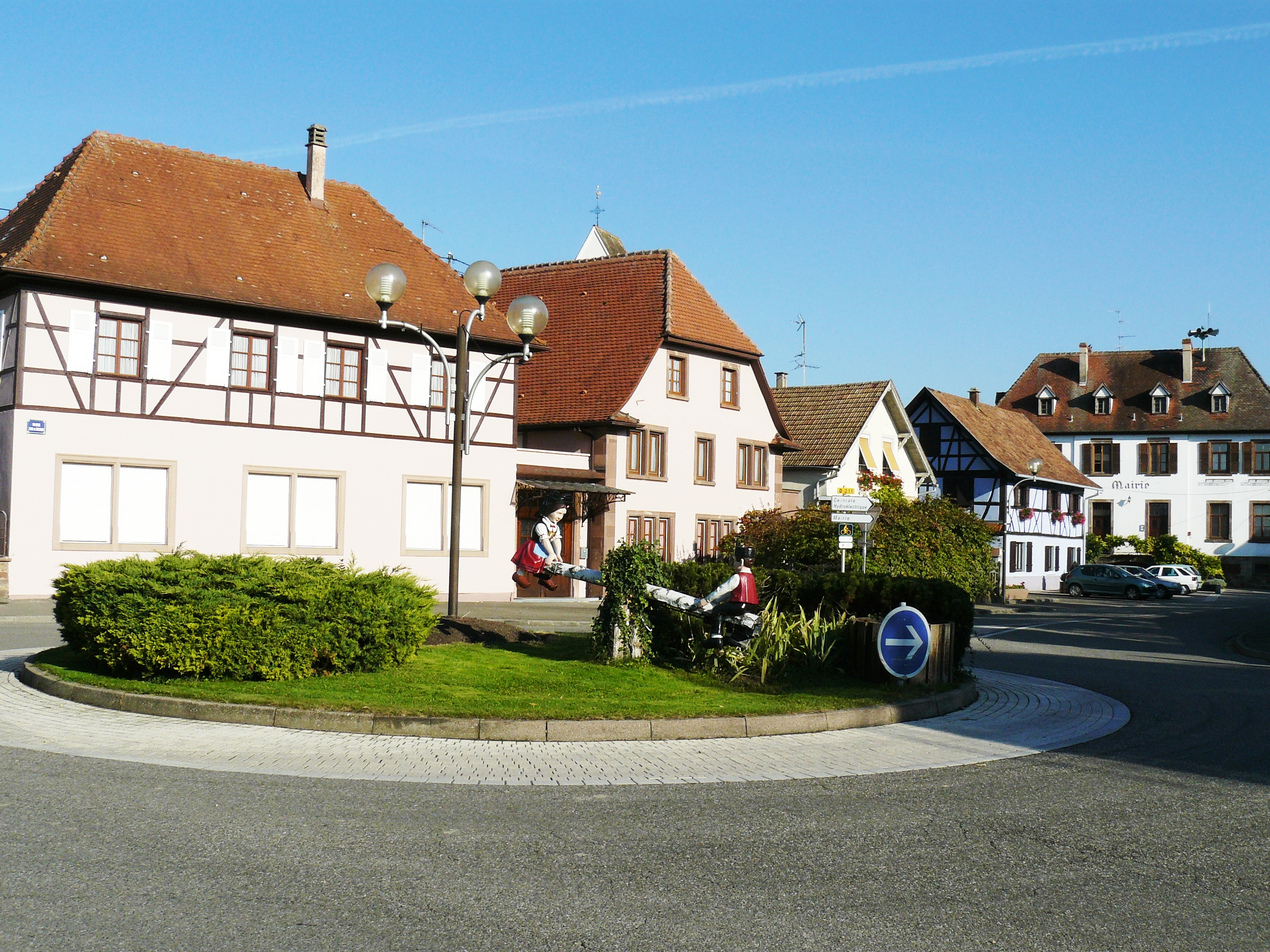
Центр
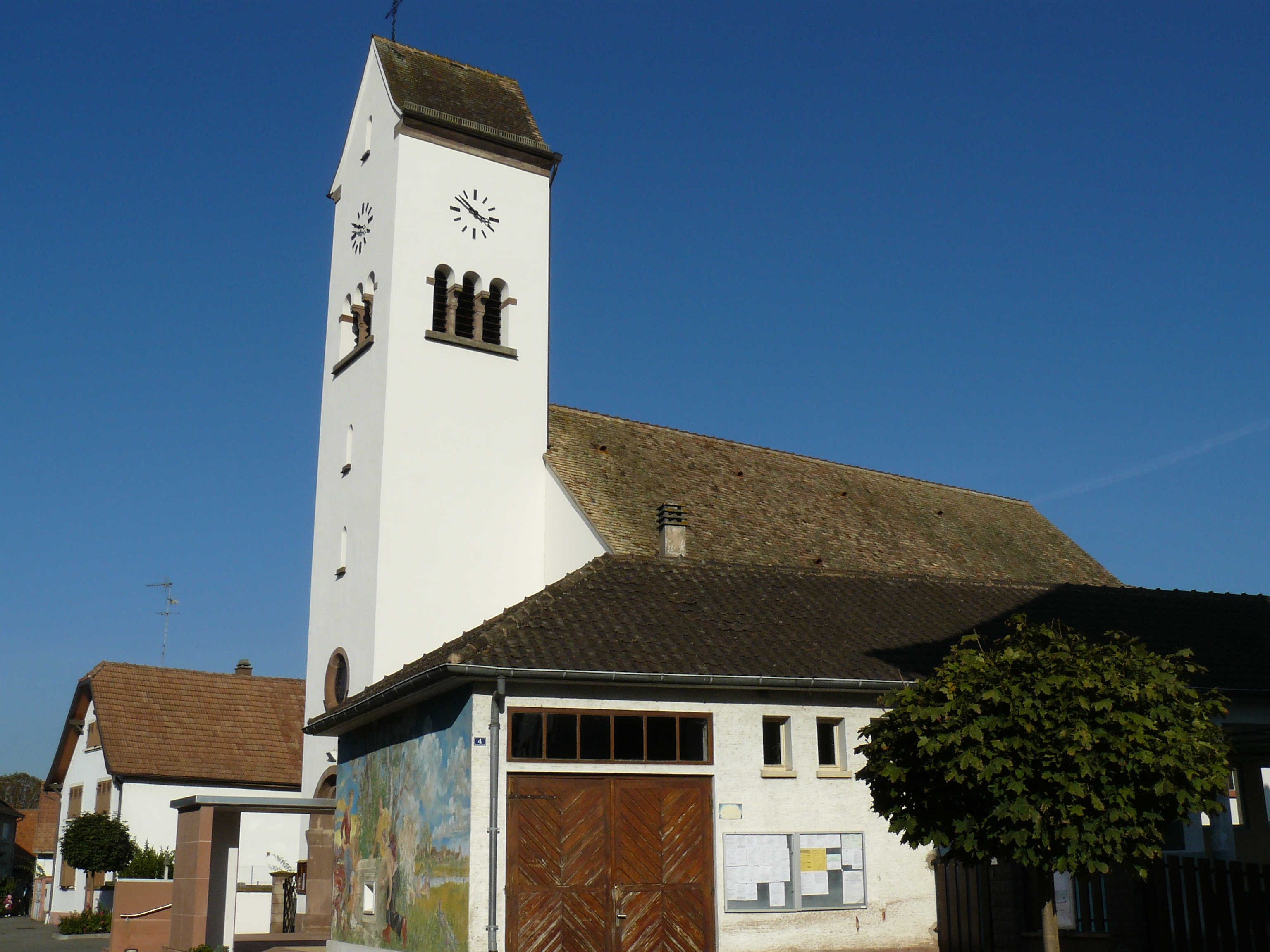
Католическая церковь
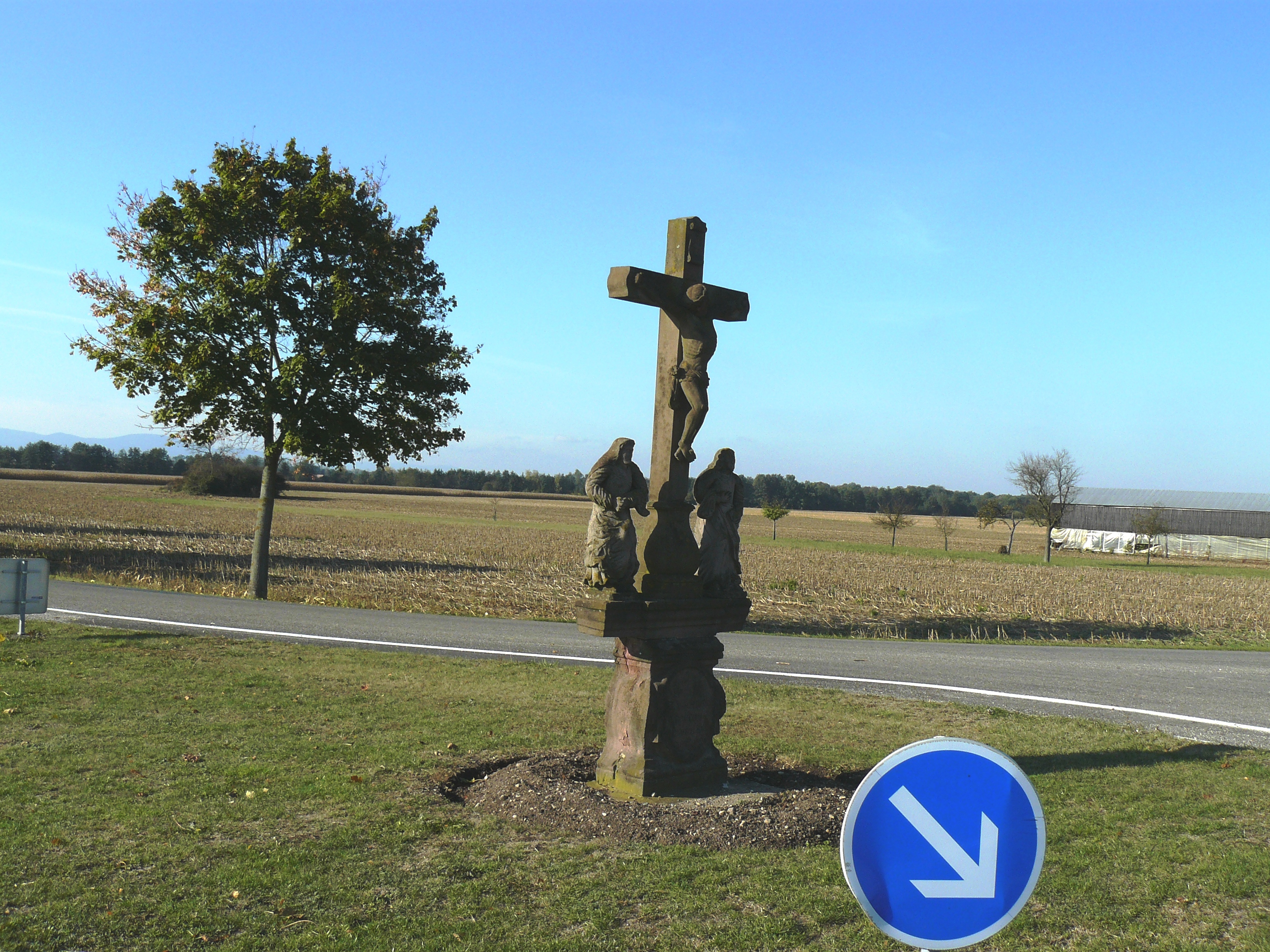
Голгофа (XVIII век)
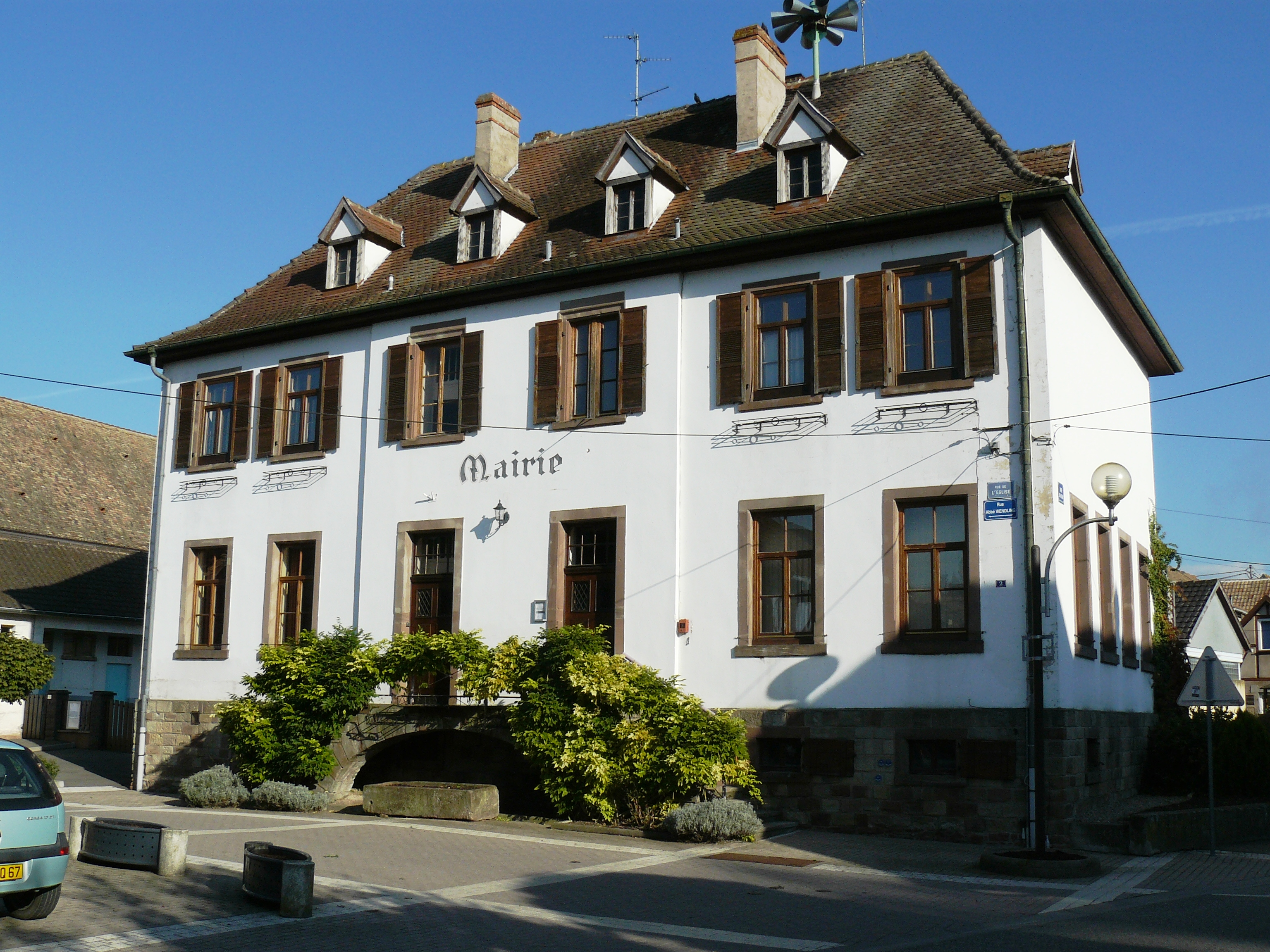
Здание мэрии